# Ambascià
L'ambascià (in amarico: አምባሻ, ʾäməbaša) o imbascià (in tigrino: ሕምባሻ, ḥəməbaša) è un pane celebrativo della cucina etiope ed eritrea, leggermente dolce. Viene spesso servito nelle occasioni speciali. Ne esistono diverse varietà, tuttavia si distingue sempre per la presenza di semi di cardamomo.
All'impasto viene dato un tocco decorativo prima della cottura. Il design varia nei dettagli, ma in generale gli viene data la forma di una ruota con dei solchi disposti in modo tale da creare dei raggi.